# Kalanchoe serrata

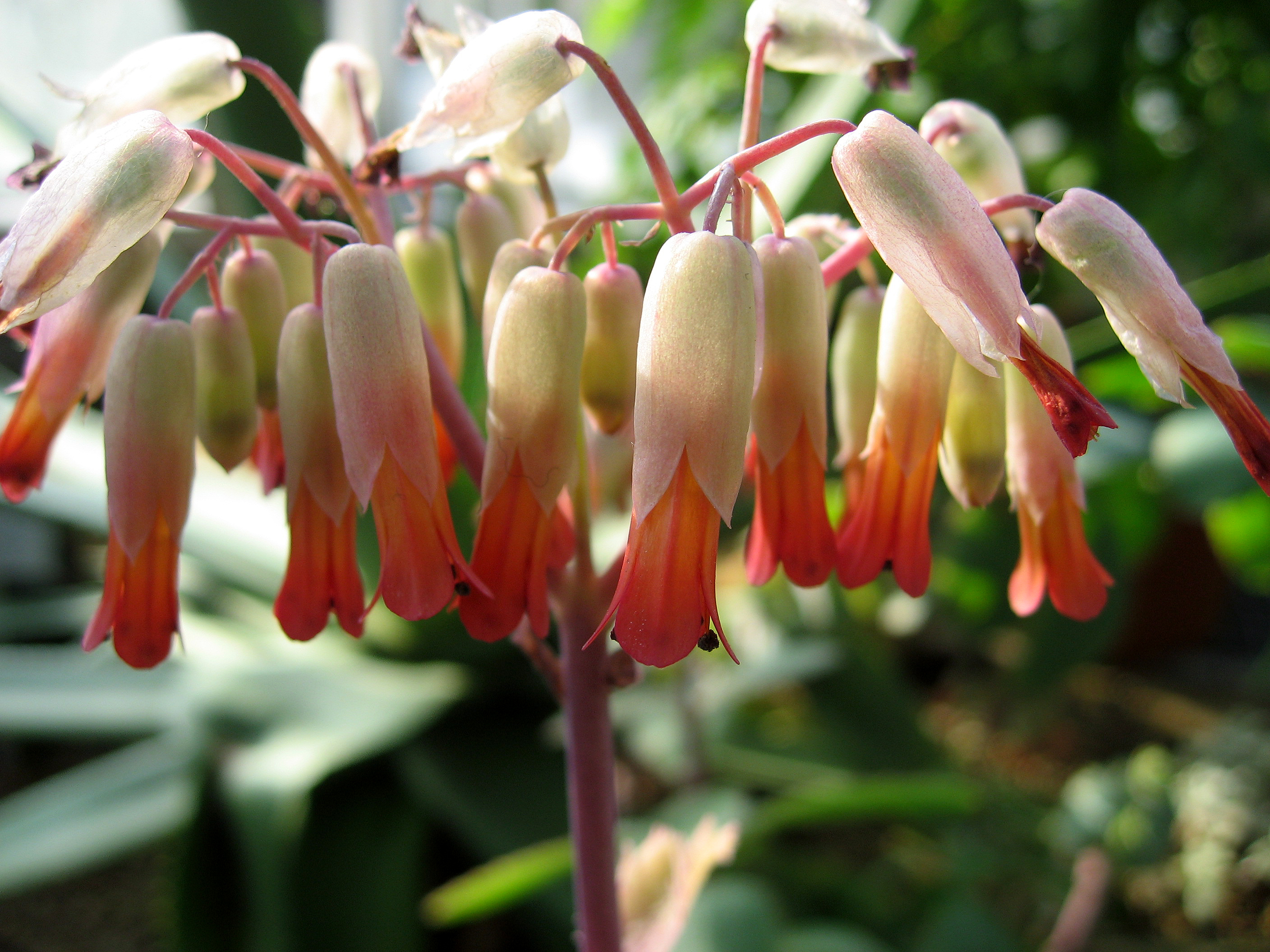
Flors

Kalanchoe serrata és una espècie de planta suculenta del gènere Kalanchoe, que pertany a la família Crassulaceae.

## Descripció
És una planta perenne, totalment glabra, que forma denses mates, de 30 a 60 cm d'alçada.
Les tiges són prostrades, arrelant, després erectes, teretes, amb petites ales sota les fulles, de color porpra.
Les fulles són peciolades a subsèssils, carnoses, glauques, de color verd-blavós, amb taques vermelles, pecíol fins a 1 cm, ± amplexicaule, sovint amb taques marrons, làmina el·líptica a ovada, de 4 a 6 cm de llarg i de 2,5 a 4,5 cm d'ample, punta obtusa, base auriculada, marges de color porpra, finament dentat-serrades amb dents agudes, produint propàguls.
Les inflorescències en cimes laxes, peduncle de 20 a 30 cm, pedicels esvelts, de 20 a 30 mm.
Les flors són pèndules; calze cilíndric, tub de 14 a 16 mm; sèpals deltoides, aguts, d'uns 7 mm; corol·la de color vermell ataronjat a groc daurat, tub cilíndric, ± 4 angles a la base, de 20 a 23 mm, pètals orbiculars, d'uns 5 mm de llarg i 4 mm d'ample; estams inclosos.

## Distribució
Planta endèmica del centre-sud de Madagascar (Massís d'Andringitra).

## Taxonomia
Kalanchoe serrata va ser descrita per Octave Mannoni i Pierre Louis Boiteau (Mannoni & Boiteau) i publicada a Notulae Systematicae. Herbier du Museum de Paris 13: 152. 1947.

#### Etimologia
Kalanchoe: nom genèric que deriva de la paraula cantonesa "Kalan Chauhuy", 伽藍菜 que significa 'allò que cau i creix'.
serrata: epítet llatí que significa 'amb dents', en referència al marge de les fulles serrats.

#### Sinonímia
- Bryophyllum serratum  (Mannoni & Boiteau) Lauzac-Marchal (1974)
- Bryophyllum lauzac-marchaliae  Byalt (1999)